# La salvaje
La salvaje es un cuento del escritor ecuatoriano Joaquín Gallegos Lara, publicado en 1930 como parte del libro de relatos Los que se van. Es considerado uno de los cuentos más destacados del autor. La trama sigue a un hombre llamado Viviña que emprende la búsqueda de "la salvaje", una mujer monstruosa legendaria que supuestamente raptaba hombres y los asesinaba después de tener relaciones sexuales con ellos.

## Argumento
Viviña era un hombre que no le temía a ninguna de las leyendas que se contaban en su pueblo. La única que despertaba su interés era la leyenda de "la salvaje", una mujer de características monstruosas, aunque a la vez seductora, que supuestamente saciaba sus deseos sexuales con los hombres que encontraba y que luego mataba. Viviña quería comprobar si la leyenda era verdadera, por lo que un día decide ir en su búsqueda.
Se adentra en el bosque y pasa varios días intentando encontrarla, con las noches pobladas de sueños eróticos. Una mañana despierta y encuentra a la salvaje sobre él. Viviña se entrega a los besos de la salvaje y a la intensidad del encuentro sexual. Pero en el punto más elevado de placer, la salvaje pone sus manos sobre su cuello y empieza a ahorcarlo. Viviña intenta defenderse, pero resulta inútil. Durante sus últimos momentos retumba en su cabeza la imagen de la salvaje.

## Análisis
Uno de los temas explorados en el cuento es el intento del hombre por domar la naturaleza, que aparece representada con características femeninas monstruosas, y la posterior derrota del hombre y la civilización en esta disputa. Esta temática fue abordada en otras obras de autores contemporáneos a Gallegos Lara, como en la novela La isla virgen de Demetrio Aguilera Malta, en que la naturaleza, a través de la isla que da nombre al libro, se muestra con atributos femeninos y también derrota los intentos por ser dominada.
Físicamente, "la salvaje" es descrita en el siguiente fragmento del relato, que permite observar el uso de lenguaje coloquial en el texto: 

¡Es güena caracho!
lzque le relampaguean los ojos pior que ar tigre. ¡Tiene unos pechotes! Y es peludísima. Pero er cristiano varón que cae en sus manos no vuerve más nunca pa lo poblao. Y ej imposible seguisla er rastro: tiene los pieses viraos ar revés..."

La leyenda de "la salvaje", por su lado, ya había aparecido en el cuento de Gallegos Lara titulado Los madereros, publicado también en Los que se van. La figura de "la salvaje" como mujer fuerte que se encara a los hombres que intentan tener sexo con ella constituye además un motivo que aparece en otros cuentos del libro: El cholo que se castró, de Demetrio Aguilera Malta, y Al subir el aguaje, del mismo Gallegos Lara; y que puede ser comparada con las míticas Amazonas.